# Eratsun
Eratsun (spanisch Erasun) ist eine spanische Gemeinde (municipio) in der Comunidad Foral de Navarra mit 153 Einwohnern (Stand: 2024). 

## Lage
Eratsun liegt etwa 30 Kilometer nordnordwestlich von Pamplona (Iruna) in einer Höhe von ca. 520 m.

## Sehenswürdigkeiten

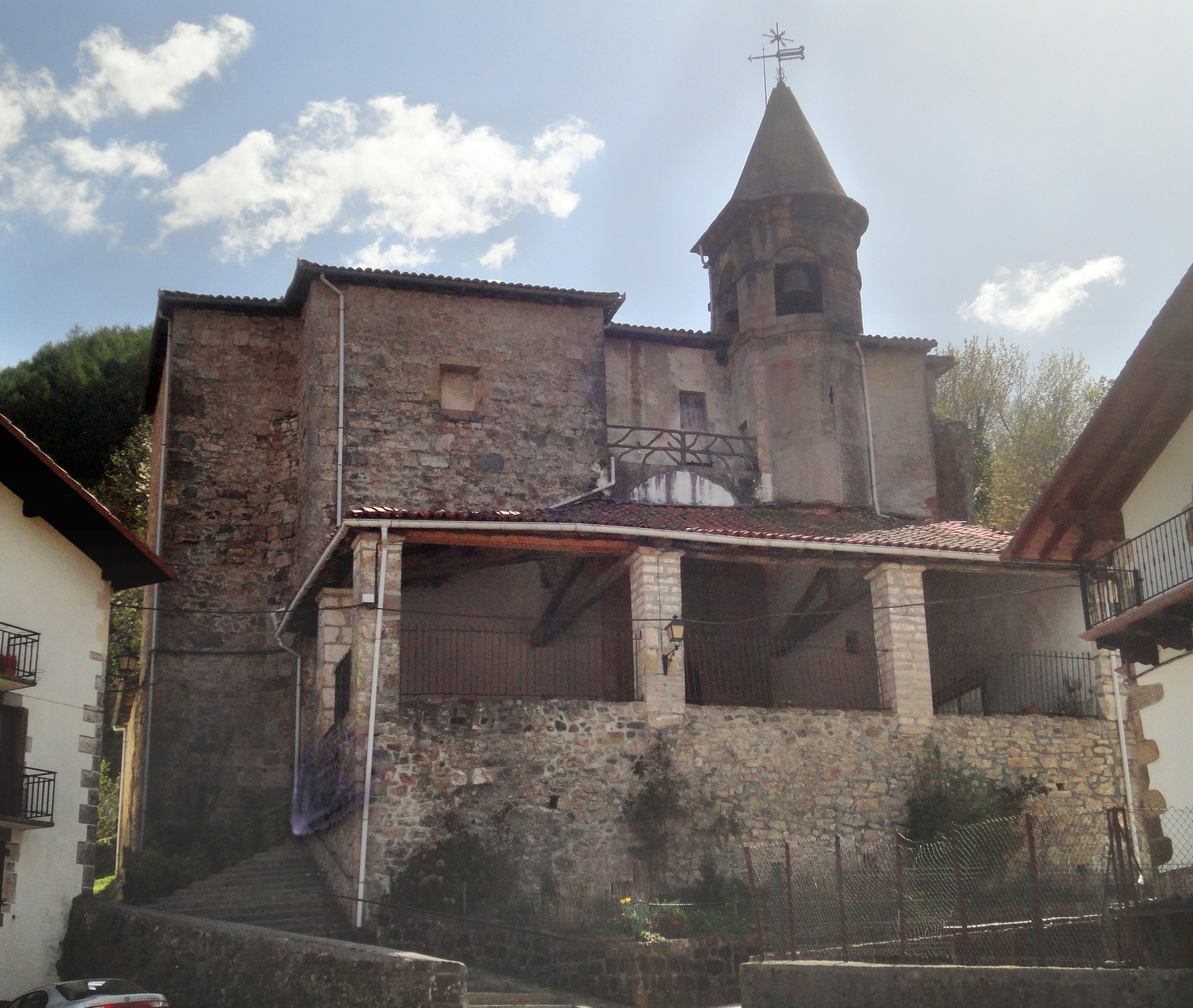
Stanislauskirche
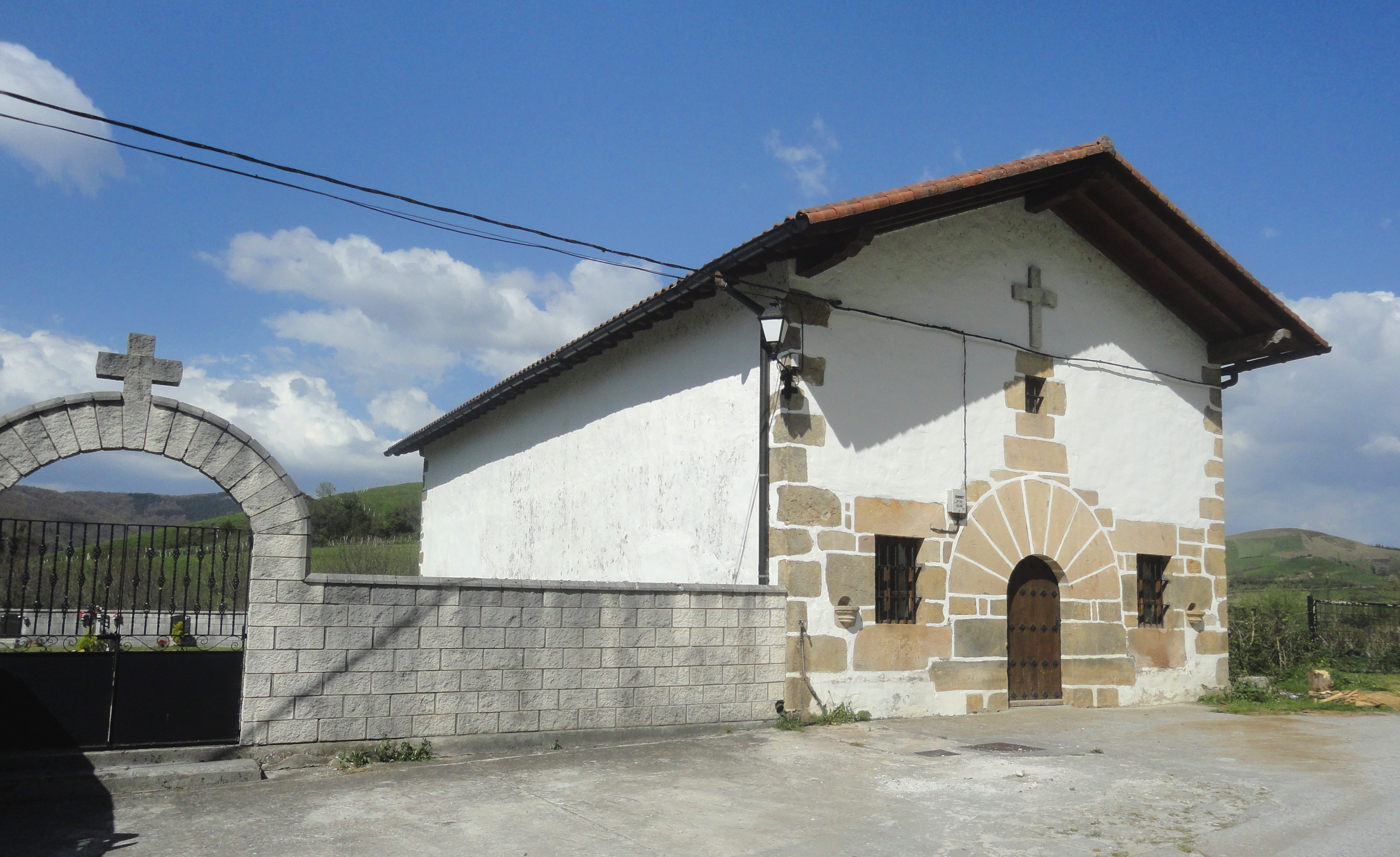
Johannes-und-Paulus-Kapelle

- Stanislauskirche
- Johannes-und-Paulus-Kapelle